# Seznam argentinskih fizikov
Seznam argentinskih fizikov.

## B
- Daniel R. Bès
- Mario Bunge

## C
- José Cibelli

## D
- Eduardo De Robertis

## F
- Leopoldo Falicov
- René Favaloro

## G
- Mario Garavaglia
- Enrique Gaviola

## H
- Jorge Eduardo Hirsch (1953 – )
- Bernardo Houssay

## L
- Luis Federico Leloir

## M
- Juan Martín Maldacena (1968 – )
- Esteban Laureano Maradona
- Salvador Mazza
- Fernando Bernardino Morinigo (1936 – 2011) (ZDA)

## P
- Roberto Poljak (1932 - 2019) (biofizik)

## V
- Miguel Angel Virasoro (1940 – )